# Hizb ut-Tahrir

Vlag van Hizb ut-Tahrir

Hizb ut-Tahrir (Arabisch: حِزْبُ التَحْرِير, Ḥizb at-taḥrīr) (HT of HUT) (Nederlands: Partij van de bevrijding) is een internationale, soennitisch-islamitische politieke organisatie die als doel heeft alle moslimlanden te verenigen in één islamitische staat of kalifaat, die wordt geregeld door een islamitische wetgeving, (de sharia), en wordt geleid door een verkiesbaar hoofd of kalief.

## Politiek
Hizb ut-Tahrir zegt met die staat een serieuze tegenbeweging willen te vormen tegen het beleid van Bush en Blair en een einde wil maken aan "Amerikaanse interventies, door energie geïnspireerde oorlogen, moslimregeringen die als een marionet behandeld worden en westerse waarden die doorgevoerd worden met de loop van een pistool". HT is sterk antizionistisch en roept op tot "de afbraak van het illegale bestaan van Israël". Hizb ut-Tahrir gelooft dat een kalifaat zorgt voor "stabiliteit en veiligheid voor ieder mens in de regio, moslims of niet-moslims".
De organisatie werd opgericht door Taqiuddin al-Nabhani, een islamitische jurist en geleerde, in 1953. Hizb ut-Tahrir strijdt sinds zijn oprichting voor heroprichting van het kalifaat: een islamitische eenheidsstaat onder de islamitische wetgeving, de sharia. Om dat doel te bereiken zal er een ideologische strijd gevoerd worden, dus is er geen sprake van geweld. Volgens islamhervormer Maajid Nawaz, een prominent ex-lid van Hizb, streeft de partij naar de vestiging van een kalifaat door middel van een militaire staatsgreep en is het dus geen jihadistische, laat staan terroristische, organisatie.
Hizb ut-Tahrir is uitgegroeid tot een multinational, verspreidt zijn boodschap in zeker veertig landen en telt ongeveer twee miljoen leden. Het ’zenuwcentrum’ bevindt zich in Londen en het hoofdkwartier in Jordanië. In de moslimwereld wordt gestreefd naar de terugkeer van islam in zijn staatsvorm, in het Westen poogt Hizb ut-Tahrir de moslims te verenigen om assimilatie te voorkomen. Kapitalisme, secularisme en democratie zijn goddeloos en moeten fel worden bestreden.
In sommige Arabische en Centraal-Aziatische landen waaronder Pakistan is de organisatie verboden maar nog steeds actief. In het Westen is de beweging zeer actief, vooral in het Verenigd Koninkrijk. In Duitsland is de organisatie verboden vanwege de antisemitische uitdragingen. In Nederland wordt de organisatie door de AIVD radicaal-islamitisch genoemd. De beweging opereert volgens de AIVD bijzonder heimelijk en kent een cellenstructuur met een bijna militaire hiërarchie. „De ideologie kenmerkt zich door een virulent antizionisme, een intense afkeer van seculiere regeringen en westerse filosofieen en ideologieën, het volledig mijden van andersdenkenden en het voorschrijven van een confronterende en sterk polariserende boodschap”, aldus de veiligheidsdienst. De organisatie is in Nederland echter niet verboden.

## Activiteiten

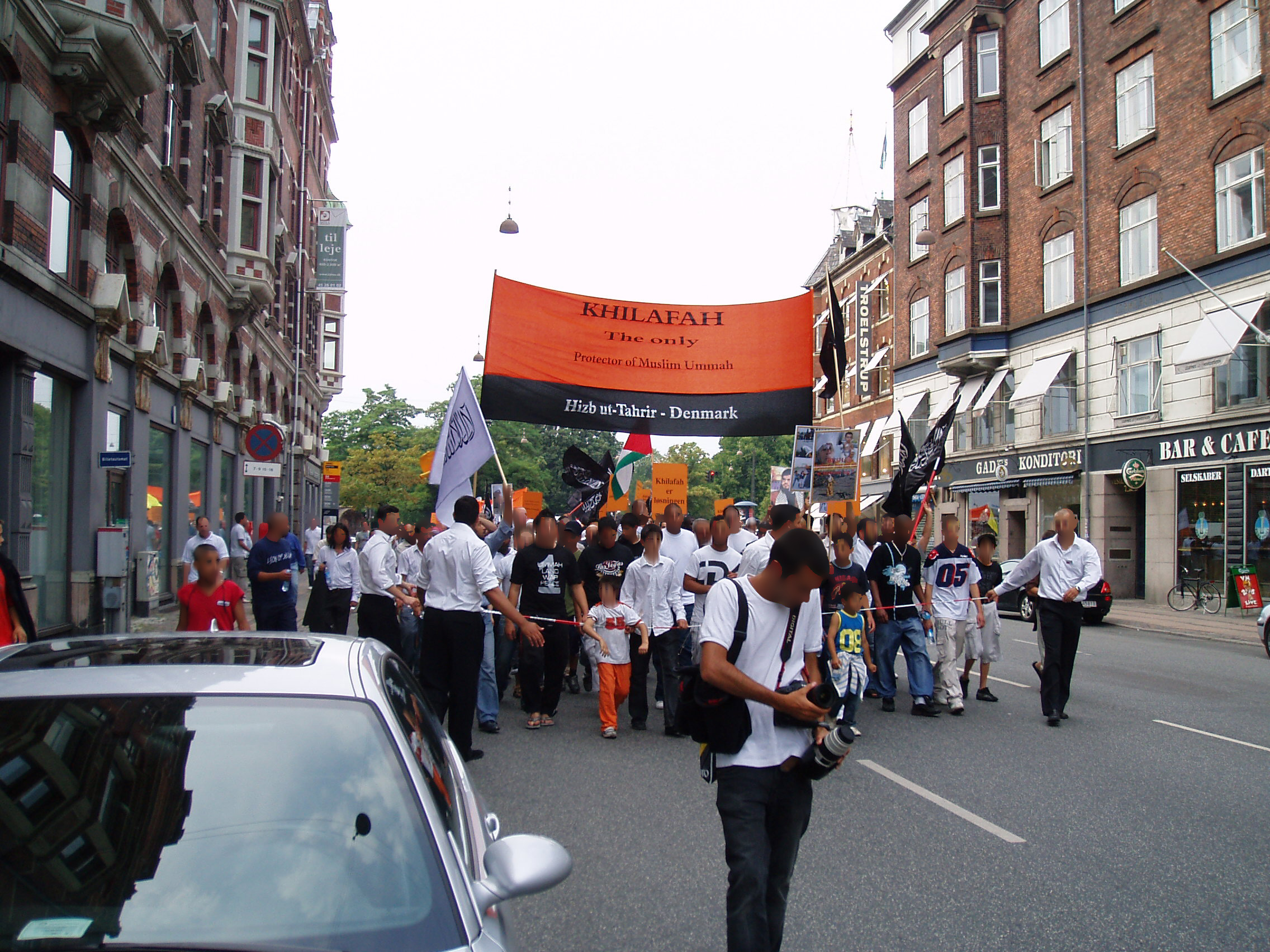
Een Hizb ut-Tahrir-demonstratie in Kopenhagen waarin men moslims oproept tot de herstichting van het kalifaat

Hizb ut-Tahrir timmert al meer dan vijftig jaar aan de weg en opereert in meer dan 40 landen. Hoeveel Britse leden de beweging telt, is onduidelijk.
In Nederland was Hizb ut-Tahrir al sinds 2001 actief en aangekaart voor haatboodschappen tegen Joden en oproepen tot moord. Hun site expliciet.nl werd later door de overheid verwijderd.
Hizb ut-Tahrir roept Britse islamitische studenten op om naar Irak te reizen en aldaar een ideologische strijd te voeren tegen de Verenigde Staten.
Een van de mannen (Kafeel Ahmed) die op 30 juni 2007 met een brandende auto het vliegveld van Glasgow op reed, zou binnen Hizb ut-Tahrir zijn geradicaliseerd, aldus een plaatselijke Hizb ut-Tahrir-leider (Shiraz Maher), die zelf afstand genomen heeft van de beweging na tot inkeer gekomen te zijn. Tevens wordt Hizb ut-Tahrir er sterk van verdacht de inspiratie te hebben geleverd aan de daders van de aanslagen in Londen. Maar aangezien Hizb ut-Tahrir geen openbare ledenlijst heeft, is bewijsvoering lastig.
In augustus 2007 organiseerde de Hizb ut-Tahrir in Djakarta de Internationale Kalifaat Conferentie, de grootste islamitische bijeenkomst in de wereld. Er waren een grote 100.000 deelnemers, die invoering eisten van de sharia en herstel van het kalifaat.
De jongeren van Hizb ut-Tahrir in Nederland verspreidden in december 2007 in verschillende steden een pamflet dat moslims opriep de islam te verdedigen tegen 'een film over de Edele Koran'. Hoewel niet bij naam genoemd was het duidelijk dat het pamflet was gericht tegen PVV-leider Geert Wilders, die juist in die periode werkte aan Fitna, een kritische film over de Koran.
Hizb ut-Tahrir is regelmatig aanwezig op bijeenkomsten en lezingen van islamitische organisaties. Op 16 januari 2009 wilde de islamitische studentenvereniging van de Universiteit van Amsterdam 'Al Furqan' een lezing organiseren waarbij ook een spreker van Hizb ut-Tahrir aanwezig zou zijn. De lezing had als onderwerp het conflict in de Gazastrook 2008-2009 waarbij de spreker van Hizb ut-Tahrir zou betogen dat de enige oplossing voor het conflict de stichting van een islamitische staat is. De UvA annuleerde de bijeenkomst omdat mannen en vrouwen gescheiden moesten zitten. Het afgelasten van de lezing vond Al Furqan discriminerend.

## Legaliteit
Hizb ut-Tahrir is verboden in verschillende landen, zoals Bangladesh (in 2009 omdat haar "illegale en destructieve activiteiten" het land "destabiliseerden";, Kazachstan (in 2005 aangemerkt als terroristische organisatie), Oezbekistan, Pakistan (2004), Rusland (in 2005 aangemerkt als terroristische organisatie), Tajikistan, Turkije en vrijwel alle Arabische landen met uitzondering van Egypte (er gold een verbod na een mislukte staatsgreep in 1974, dat werd opgeheven na de Egyptische Revolutie van 2011), Jemen, Libanon en de Verenigde Arabische Emiraten. Sinds 2017 is Hizb-ut Tahrir verboden in Indonesië.
In verscheidene landen zoals Australië, Denemarken, het Verenigd Koninkrijk en de Verenigde Staten is de organisatie legaal omdat men niet kon aantonen dat de groep terroristisch was. De conservatieve politicologe Zeyno Baran pleitte in 2007 in het Amerikaanse Congres voor een verbod op Hizb ut-Tahrir in de VS: "Hizb creëert duizenden gemanipuleerde geesten, die dan "afstuderen" van Hizb en lid worden van groepen als Al Qaida. Zelfs als Hizb zelf niet deelneemt aan terroristische acties, dient het als een assemblageband voor terroristen, omwille van de ideologie dat het aan deze verschaft." Een Australische woordvoerder van Hizb ontkende de assemblageband-claim. Al zijn er voorbeelden van vermeende Hizb-leden die later terroristen werden, waaronder Al Qaida-leider Abu Musab al-Zarqawi, heeft de partij dit ontkend en zich van deze personen gedistantieerd. In Duitsland mag men wel lid zijn van de partij, maar zijn sinds 2003 alle publieke activiteiten verboden.

## België
De organisatie is sinds de jaren 80 in België aanwezig en niet verboden maar wordt opgevolgd door de Staatsveiligheid.  De Belgische tak communiceert minder naar de buitenwereld dan de Nederlandse afdeling en heeft vertakkingen in verschillende grote steden.  Er zijn 2 grote afdelingen: een Turkse afdeling (die vooral in Limburg actief is) en een Arabische/Noord-Afrikaanse afdeling.  In totaal wordt het aantal actieve leden en militanten geschat tussen de 100 en 200. In de praktijk worden er vooral conferenties en vergaderingen georganiseerd in besloten kring en propaganda verspreid.